# Distretto di Pitumarca
Il distretto di Pitumarca è uno degli otto distretti della provincia di Canchis, in Perù. Si trova nella regione di Cusco.